# 罗润坤宅
29°55′17″N 118°16′53″E / 29.92139°N 118.28139°E
罗润坤宅俗称两罗宅，是中国安徽省黄山市徽州区呈坎镇呈坎村的一座较为完整的明代民居建筑，位于呈坎村的前街73号，建于明中叶。罗润坤宅前后二进，二层楼，中为狭长的天井。二层楼层较高敞，底层较低。顶层梁架使用月梁等构件，较为罕见。总面积105平方米。
1981年9月，罗润坤宅公布为安徽省文物保护单位。2001年6月25日，罗润坤宅和呈坎村内共计20处明清古建筑，包括长春大社、罗会泰宅、文献祠、下屋三宅（含金汉龙宅、罗重光宅、章金标宅）、隆兴桥、环秀桥、燕翼堂、罗纯夫宅、钟英楼、石柱厅、首善儒宗宅门楼、罗永祈宅、罗会铮宅、罗子琴宅、汪闺秀宅、罗来林笔、杜欢喜笔、罗来滨宅、罗光荣宅等、以呈坎村古建筑群的名义，列为全国重点文物保护单位。